# The King of Fighters 2000
The King of Fighters 2000 es un videojuego arcade publicado en 2000 por la empresa SNK. Es el séptimo juego de la saga The King of Fighters.
Esta nueva edición de KOF tiene la introducción de los "Active Striker" que añaden una nueva dimensión de estrategia al juego. También incorpora "Another Strikers" y "Manic Strikers" que son personajes de otras franquicias de SNK. Este sería el último KOF producido por SNK antes de su bancarrota y posterior resurrección como SNK Playmore.

## Argumento y novedades
Un año después de los sucesos del The King of Fighters '99, NESTS emerge como un cártel que planea hacerse con el control del mundo mediante los clones de Kyo Kusanagi. Heidern y sus hombres se lanzan a rastrear a la organización junto a Ling, comandante del ejército y viejo amigo suyo, el cual le revela las identidades de K' y de Maxima y de cómo ellos son la clave para derrotar a NESTS. Con esta información, Heidern convoca el The King of Fighters 2000 para atraerlos y capturarlos y así localizar el paradero de NESTS.
Para este nuevo torneo se mantienen la mayor parte de los equipos que participaron en el anterior aunque con ligeras variaciones. K' y Maxima deciden formar equipo con Vanessa y Ramon, dos mercenarios que participan en el torneo por órdenes del comandante Ling; Benimaru y Shingo, tras vencer en el anterior torneo junto a K' y Maxima, forman su propio equipo junto con Seth, otro subordinado de Ling que participa para capturar a Ron, líder del clan de asesinos Hizoku, y con Lin, miembro de este clan y traicionado por Ron; el Equipo Fatal Fury vuelve a reunirse, pero esta vez con Blue Mary por petición expresa de Terry; Mai Shiranui, que en el anterior torneo se unió al Equipo Fatal Fury, decide organizar el nuevo Women's Team juntamente con Yuri Sakazaki, reemplazada en el Art of Fighting Team por King, Kasumi Todoh y la debutante Hinako Shijo.
Según se desarrolla el torneo, se revela que NESTS ha enviado a su propio luchador, una joven llamada Kula Diamond, diseñada expresamente para acabar con K'. Poco antes del desenlace del torneo, Ling y sus mercenarios traicionan a Heidern tomando control de sus equipos; Ling revela que su verdadera identidad es «Zero», un alto agente de NESTS que suplantó la identidad de Ling después de eliminar a este. Zero, en secreto, construyó un satélite militar llamado «Cañón Zero» justo tras el The King of Fighters '99, siendo él quien supervisó las acciones de Krizalid en el pasado torneo.
El Hero Team de K', Maxima, Ramon y Vanessa llega la final del torneo después de que K' derrotara a Kula, donde se presentan ante Zero. Este revela que su plan es emplear el Cañón Zero para destruir Southtown y así tomar control del mundo para sí mismo, afirmando que NESTS no fue más que un pretexto para sus planes, revelándose como un traidor a la organización. Decididos a frustrar sus planes, K' y sus compañeros se enfrentan a él, consiguiendo derrotarlo. Sin embargo, Zero afirma que, de un modo u otro, han perdido, pues una vez active el Cañón Zero toda Southtown quedará arrasada. En ese momento, Diana y Foxy, compañeras de Kula, le arrebatan el control del arma, la cual es destruida por Kula y su amiga el robot Candy, la cual se sacrifica para evitar la detonación del cañón. A su vez, Zero es eliminado por Whip una vez los Ikari Warriors descubren la «traición» de Ling.

## Jugabilidad
El juego funciona de la misma manera que en The King of Fighters '99 solo que con diferentes cambios del juego:
- Todos los strikers se han mantenido como en anterior juego, ahora para dar toque de los fanes, todos los personajes tienen un striker alternativo procedente de juegos clásicos como “Metal Slug“, “Robo Army“, “Burning Fight“, o de entregas anteriores de esta misma saga.
- Se conservan los modos ARMOR y COUNTER de KOF 99, ejecutando con 3 barras de poder, lo mismo se hace con los strikers. También fue introducido el “Autoguardia“, que permite proteger de varios ataques aunque estemos realizando un ataque. Sin embargo, esto solo es efectivo durante ciertos momentos de la animación.
- Las barras de vida tienen como estilo medidor de color que indica cuanta vida tiene. En este caso, amarillo, amarillo oscuro, naranja, naranja oscura y roja. (Hay una versión en color morado, que solo aparece cuando Lin realice su SDM)
- En el caso de la SDM se ejecuta con un comando de lucha mediante las 3 barras de poder. En este primer juego aquí se toma una pantalla blanca y borrosa lo que indica el SDM ejecutado.
- Kula Diamond puede ser encarada al haber conseguido 3 victorias consecutivas contra los equipos oponentes. (eso si, si, la dificultad contra Kula varía: si logras ganar las 3 primeras batallas, su dificultad de combate es fácil de enfrentar; si no lo conseguiste, y en cambio ganas 3 batallas consecutivas en cualquier otra instancia de etapa, 2.ª,3.ª, o 6.ª la dificultad de batalla será más difícil).
  - Al tener a Kula como parte del equipo no será posible una batalla con ella misma.
- Cada vez que el oponente te haya derrotado, el jugador tendrá su propia frase de derrota y su cara desfigurada con la ropa desgarrada. Como en la saga Street Fighter, exceptuando a Zero que no tiene cara, solo su frase.
- Si otro jugador entró para retar al jugador, se podrá decidir si se prefiere elegir otro equipo o el que ya había tenido anteriormente, similar a KOF 95.
- En la versión PS2 hay más Maniak Strikers que pueden ser desbloqueados en una partida con un jugador.

## Personajes
El juego cuenta con 36 personajes y más de 52 strikers en total. Al igual que en la edición anterior, Kyo y Iori no forman parte de ningún equipo. Vanessa y Kula Diamond pasaría a ser de los personajes más populares de la saga.

## Equipos
| Personaje | Another Striker / Maniac Striker |
| --------- | -------------------------------- |
| K'        | Él mismo                         |
| Maxima    | Rocky                            |
| Vanessa   | Fio Germi                        |
| Ramón     | Duke Edwards / Neo & Geo         |

| Personaje        | Another Striker / Maniac Striker |
| ---------------- | -------------------------------- |
| Benimaru Nikaido | Él mismo                         |
| Shingo Yabuki    | Kyoko                            |
| Lin              | Eiji Kisaragi                    |
| Seth             | Goro Daimon                      |

| Personaje    | Another Striker / Maniac Striker |
| ------------ | -------------------------------- |
| Terry Bogard | Geese Howard                     |
| Andy Bogard  | Billy Kane                       |
| Joe Higashi  | Duck King                        |
| Blue Mary    | Ryuji Yamazaki                   |

| Personaje       | Another Striker / Maniac Striker |
| --------------- | -------------------------------- |
| Ryo Sakazaki    | Kaede / G. Mantle                |
| Robert García   | Él mismo                         |
| King            | King Lion                        |
| Takuma Sakazaki | Gai Tendo                        |

| Personaje     | Another Striker / Maniac Striker |
| ------------- | -------------------------------- |
| Leona Heidern | Goenitz                          |
| Ralf Jones    | Yashiro Nanakase                 |
| Clark Still   | Shermie                          |
| Whip          | Chris                            |

| Personaje      | Another Striker / Maniac Striker |
| -------------- | -------------------------------- |
| Athena Asamiya | Goddess Athena                   |
| Sie Kensou     | Psycho Soldier Kensou            |
| Chin Gentsai   | Baitang                          |
| Bao            | Kaoru Watabe                     |

| Personaje     | Another Striker / Maniac Striker |
| ------------- | -------------------------------- |
| Mai Shiranui  | Chizuru Kagura                   |
| Yuri Sakazaki | Nakoruru                         |
| Kasumi Todoh  | Li Xiangfei / Ryuhaku Todoh      |
| Hinako Shijou | Lilly Kane                       |

| Personaje    | Another Striker / Maniac Striker |
| ------------ | -------------------------------- |
| Kim          | Kim Sue Il                       |
| Chang Koehan | Kim Dong Hwan / Smart Chang      |
| Choi Bounge  | Kim Jae Hoon / Cool Choi         |
| Jhun Hoon    | Kang Baedal                      |

| Personaje    | Another Striker / Maniac Striker |
| ------------ | -------------------------------- |
| Kyo Kusanagi | Syo Kirishima / Saisyu Kusanagi  |
| Iori Yagami  | Mature & Vice / Another Iori     |

| Personaje    | Another Striker / Maniac Striker |
| ------------ | -------------------------------- |
| Kula Diamond | Candy Diamond / Foxy / Rugal     |

| Personaje  | Another Striker / Maniac Striker |
| ---------- | -------------------------------- |
| Clone Zero | Rugal                            |

## Strikers exclusivos de PS2
| Personaje           | Striker          |
| ------------------- | ---------------- |
| K'                  | Krizalid         |
| Benimaru            | Orochi Iori      |
| Terry               | Heavy D!         |
| Andy                | Brian Battler    |
| Joe                 | Lucky Glauber    |
| Takuma              | Mr. Big          |
| Mai                 | Wolfgang Krauser |
| Leona               | Orochi           |
| Ralf                | Orochi Leona     |
| Whip                | Heidern          |
| Cualquier personaje | Kula Diamond     |
| Cualquier personaje | Zero             |